# Santuario della Madonna della Neve (Casto)
Il santuario della Madonna della Neve è una chiesa di Auro, frazione di Casto, in provincia di Brescia.
Costruita nella metà del Cinquecento in onore di un'apparizione mariana, è stata poi restaurata e abbellita nel Settecento. Vi si conserva il Sant'Antonio Abate del Moretto, al terzo altare destro, e due organi settecenteschi inseriti in elaborate ancone lignee.

## Storia
Il santuario viene costruito a partire dal 1527 dopo un'apparizione della Madonna. L'edificio è stato in seguito abbellito con nuove decorazioni, in particolare nel Settecento, quando sono stati eseguiti gli stucchi ancora oggi presenti all'interno. Nello stesso periodo vengono installati i due organi.
Il santuario è ancora oggi funzionante e vi si organizza annualmente una "settimana mariana" con incontri di preghiera e cerimonie.

## Struttura e opere

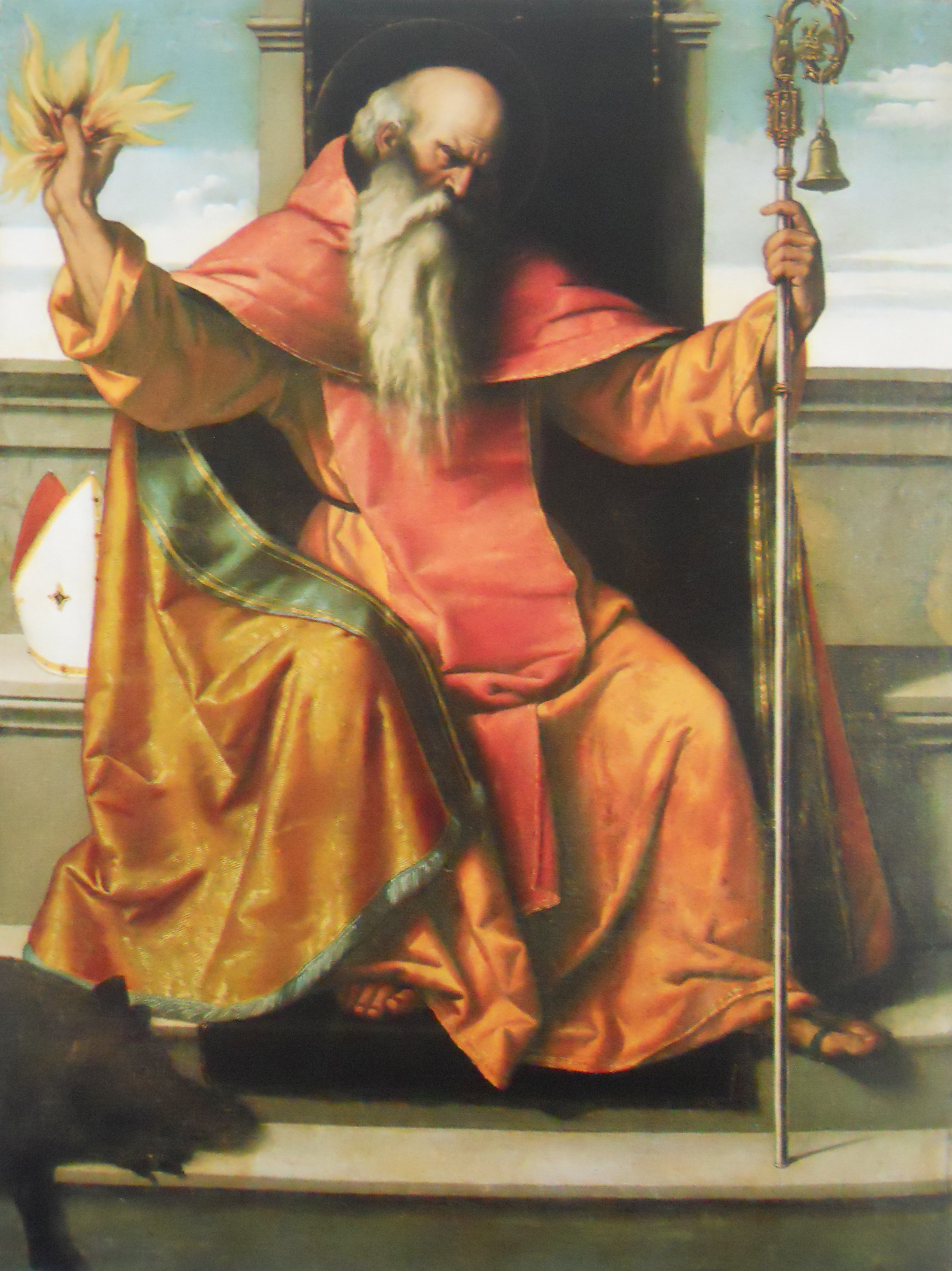
La pala del Moretto

L'esterno del santuario appare molto semplice, con facciata a capanna. Sul retro si eleva un piccolo campanile. L'interno è a navata unica coperta da volta a botte, con tre cappelle per lato.
La volta è ricoperta da elaborate cornici in stucco contenenti affreschi. Il muro di controfacciata e la seconda cappella destra sono occupate dalle due grandi ancone lignee degli organi, realizzate nel Settecento dalla famiglia Pialorsi.
Al terzo altare destro si trova il Sant'Antonio Abate del Moretto, eseguito dopo il 1530. L'opera, di notevole pregio artistico e collocabile all'apice della produzione del pittore, presenta caratteri molto più liberi rispetto alle opere coeve e la causa, probabilmente, è da ricercare nella committenza di provincia, per la quale il Moretto poteva esprimere con più tranquillità il suo estro artistico. La tela è stata anche definita l'archetipo della pittura seicentesca bresciana, ricca di movimenti, contrasti, volumi poderosi e segni violenti.